# Lorenzo Valla
Lorenzo Valla (Roma, 1407 – Roma, 1º agosto 1457) è stato un umanista, filologo classico, scrittore e filosofo italiano.

Lorenzo Valla

Si presentava anche con il nome latino Laurentius Vallensis.

## Biografia

### Gioventù
Nato a Roma nel 1407 da genitori di origini piacentine (il padre era l'avvocato Luca della Valle), ricevette la sua prima educazione a Roma e forse a Firenze, imparando il greco da Giovanni Aurispa e da Rinuccio Aretino. Lo guidava lo zio materno Melchiorre Scribani, un giurista funzionario in Curia.
La sua prima opera, oggi perduta, fu il De comparatione Ciceronis Quintilianique ("Confronto fra Cicerone e Quintiliano"), in cui elogiò il latino di Quintiliano a scapito di quello di Cicerone, andando contro all'idea corrente e mostrando già in questo primo scritto il suo gusto per la provocazione. Quando, nel 1429, morì lo zio, Lorenzo sperava di ottenere un impiego nella Curia pontificia; ma i due autorevoli segretari Antonio Loschi e Poggio Bracciolini, ferventi ammiratori di Cicerone, si opposero all'assunzione, con la scusa che era troppo giovane.

### Il periodo pavese

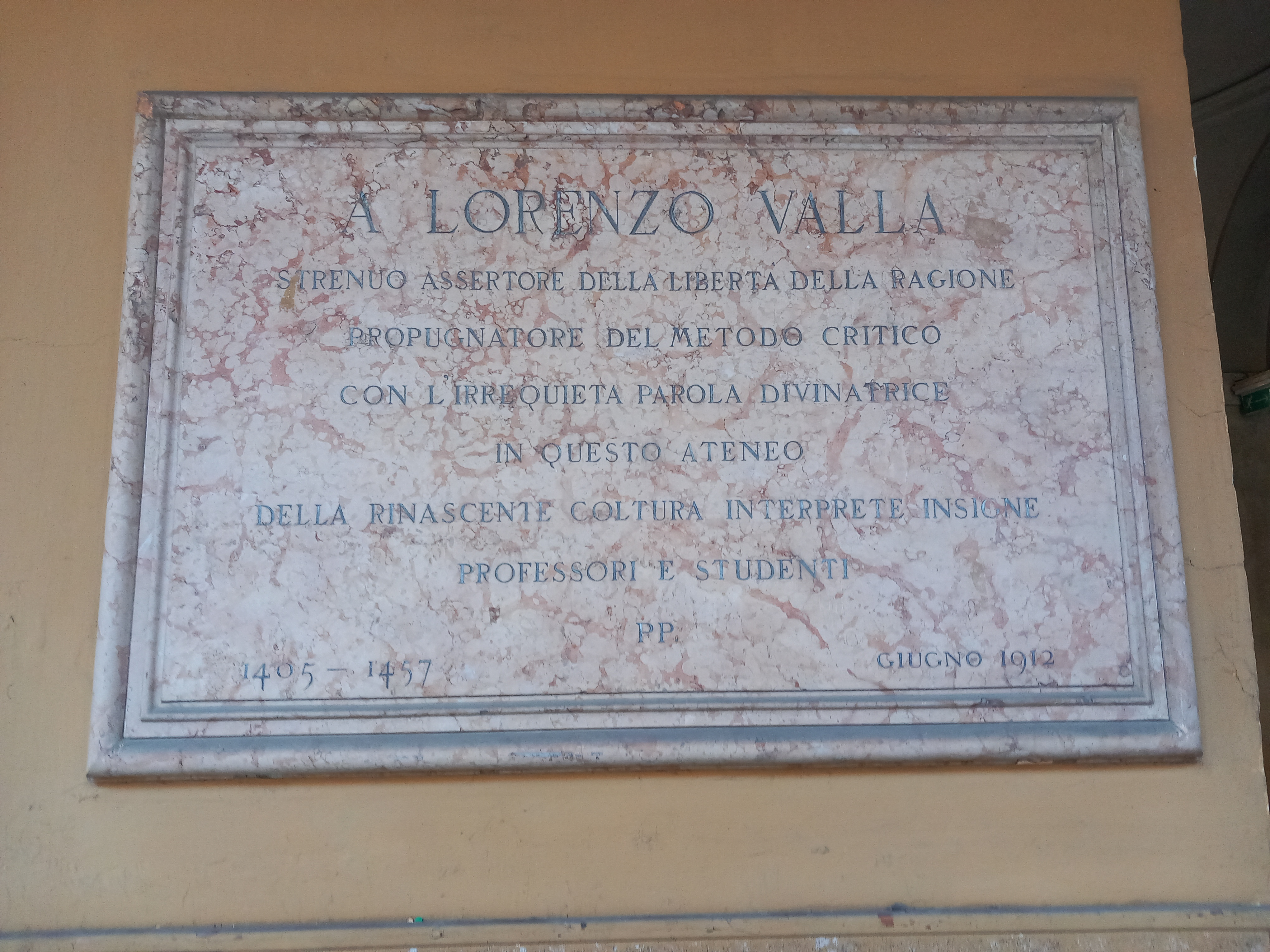
Targa commemorativa nell'ateneo pavese

Nel 1431, grazie all'aiuto di Antonio Beccadelli, detto il Panormita, fu chiamato ad insegnare retorica all'Università di Pavia, dove rimase fino al 1433, succedendo al maestro bergamasco Gasparino Barzizza, da poco defunto. Questi anni furono fondamentali per lo sviluppo del suo pensiero; la città era infatti un vivo centro culturale e Valla poté approfondire le sue conoscenze giuridiche, osservando inoltre l'efficacia del procedimento di analisi critica dei testi, che lo Studio pavese applicava con rigore.
A Pavia Valla acquisì una grande reputazione con il dialogo De Voluptate ("Il piacere"), nel quale si oppone fermamente alla morale stoica e all'ascetismo medievale, sostenendo la possibilità di conciliare il Cristianesimo, ricondotto alla sua originarietà, con l'edonismo, recuperando così il senso del pensiero di Epicuro e Lucrezio, che avevano sottolineato come tutta la vita dell'uomo sia fondamentalmente volta al piacere, inteso non come istintività, ma come calcolo dei vantaggi e svantaggi conseguenti ad ogni azione. A conclusione del dialogo, Valla sottolinea, però, come per l'uomo la suprema voluttà siano la ricerca spirituale e la fede in Dio. Si tratta di uno scritto considerevole, poiché, per la prima volta, una tendenza filosofica che era rimasta confinata nell'ambito del paganesimo trovava espressione in un'opera di livello universitario e di valore filosofico, venendo rivalutata alla luce del pensiero cristiano; le polemiche che seguirono alla pubblicazione del testo, costrinsero Valla a lasciare Pavia.

### Il periodo napoletano
Da allora egli passò da un'università all'altra, accettando brevi incarichi e tenendo lezioni in diverse città. Durante questo periodo fece la conoscenza del re Alfonso V d'Aragona, al cui servizio entrò nel 1435 per rimanervi fino al 1447. Alfonso ne fece il suo segretario, lo difese dagli attacchi dei suoi nemici e lo incoraggiò ad aprire una scuola a Napoli.
Nel 1440, durante il pontificato di Eugenio IV, scrisse un breve testo, pubblicato solo nel 1517 e intitolato La falsa Donazione di Costantino (De falso credita et ementita Constantini donatione). In esso Valla, con argomentazioni storiche e filologiche, dimostrò la falsità della Donazione di Costantino, documento apocrifo in base al quale la Chiesa giustificava la propria aspirazione al potere temporale: secondo questo documento, infatti, sarebbe stato lo stesso imperatore Costantino, trasferendo la sede dell'impero a Costantinopoli, a lasciare alla Chiesa il restante territorio dell'Impero romano (oggi la dimostrazione del Valla è universalmente accettata e lo scritto è datato all'VIII secolo o IX secolo).
(Lorenzo Valla, La falsa Donazione di Costantino, 1440)
Egli dimostrò che anche la lettera ad Abgar V attribuita a Gesù era un falso e, sollevando dubbi sull'autenticità di altri documenti spuri e ponendo in discussione l'utilità della vita monastica e mettendone in luce anche l'ipocrisia nel De professione religiosorum ("La professione dei religiosi"), egli suscitò l'ira delle alte gerarchie ecclesiastiche. Fu obbligato, pertanto, a comparire davanti al tribunale dell'Inquisizione, alle cui accuse riuscì a sottrarsi soltanto grazie all'intervento del re Alfonso.
Nel 1444 visitò nuovamente Roma, dove i suoi avversari erano ancora molti e potenti. Riuscì a salvarsi da morte certa travestendosi e fuggendo a Barcellona, da dove fece poi ritorno a Napoli.
Sempre nel 1444 vengono divulgati gli Elegantiarum libri sex (i sei libri sull'"eleganza" della lingua latina), pubblicati però postumi nel 1471. L'opera raccoglie una serie straordinaria di passi desunti dai più celebri scrittori latini (Publio Virgilio Marone, Cicerone, Livio), dallo studio dei quali, sostiene Valla, occorre codificare i canoni linguistici, stilistici e retorici della lingua latina. Il testo costituì la base scientifica del movimento umanista impegnato a riformare il latino cristiano sullo stile ciceroniano.
Tra il 1446 e il 1447 scrisse le "Emendationes sex librorum Titi Livii" in cui discute, col suo modo di scrivere brillante e caustico, correzioni ai libri 21-26 di Tito Livio in opposizione ad altri due intellettuali della corte napoletana, il Panormita e Bartolomeo Facio, che non avevano il suo stesso spessore filologico.

### L'ultima fase
Nel febbraio 1447, con la morte di papa Eugenio IV, la sua fortuna iniziò a volgere in meglio. Recatosi nuovamente a Roma, fu ricevuto dal nuovo pontefice Niccolò V; a partire dal 1450 assunse il ruolo a lui più consono di professore di retorica, ma non perse nemmeno il suo spirito caustico e iniziò a criticare nel 1449 il latino della Vulgata, facendo confronti con l'originale greco sminuendo il ruolo di traduttore di San Girolamo e giudicò spuria la corrispondenza tra Seneca e San Paolo.
Sotto papa Callisto III Valla raggiunse il culmine della carriera, divenendo segretario apostolico. Morì a Roma il 1º agosto 1457. Un frammento della sua tomba, contenente un ritratto dello stesso, è ora murato nel chiostro della Basilica Lateranense dove era originariamente sepolto.